# Rafidiòpters
Els rafidiòpters (Raphidioptera o Rhaphidioptera, del grec, rhaphe, "costura" i ptéron, "ala") són un ordre d'insectes endopterigots (holometàbols), amb ales transparents i venació reticulada a ambdós parells d'ales; els adults es caracteritzen pel seu protòrax allargat. Les peces bucals estan dirigides cap a davant, i les femelles tenen un aparell ovipositor llarg.
Antigament es van considerar un subordre de neuròpters, junt amb els megalòpters i planipenis; avui se'ls sol tractar com ordres independents, encara que molt relacionats. Són un grup dels grups més primitius d'insectes neòpters (amb ales que poden plegar-se sobre l'abdomen).
Aquest ordre va ser descrit formalment per l'entomòleg català Longí Navàs.

## Característiques
Els adults posseeixen un cap triangular i prògant (dirigit cap en avant), amb unes peces bucals de tipus mastegador; les antenes són curtes i multiarticulades; posseeixen un parell d'ulls composts bé desenvolupats i, de vegades, tres ocel·les. El primer segment del tòrax (protòrax) està molt allargat, és molt mòbil i adquireix l'aspecte d'un llarg coll. Les ales, que es pleguen sobre l'abdomen en forma de teulada, són transparents i posseeixen un pterostigma (una taca fosca en el marge dorsal prop de l'àpex) ben diferenciat i una venació en forma de reticle. Els tres parells de potes són llargues, caminadores i semblants entre si. L'abdomen és allargat i en la femella acaba en un òrgan ovipositor molt desenvolupat.
Les larves són de tipus campodeïforme, aplanades, molt actives i de vida terrestre.

## Biologia i ecologia
Els adults són depredadors; cacen a l'aguait gràcies a la gran mobilitat del cap i el protòrax; volen solament en trams curts i es refugien entre la vegetació; són d'activitat diürna.
Les femelles dipositen una massa d'ous entre l'escorça dels arbres. Al cap d'uns quants dies es desclouen i neixen les larves de forma allargada amb poderoses potes i mandíbules.
Les larves són també depredadores d'una gran varietat d'artròpodes. La durada del cicle larvari és aproximadament de dos anys. La pupació es realitza dins del sòl.
Per ser depredadors tant en la seva etapa larvària com adulta, són considerats com insectes benèfics, ja que regulen les poblacions naturals de plagues potencials, amb gran interès per a treballs en lluita biològica.

## Taxonomia
Els rafidiòpters inclouen dues famílies actuals, que agrupen diversos gèneres i al voltant de 150 espècies.
Família Raphidiidae Latreille, 1810
Gènere Alena Navàs, 1916
Gènere Agulla Navàs, 1914
Família Inocelliidae Navàs, 1913
Gènere Fibla Navàs, 1915
Gènere Negha Navàs, 1916
Gènere Atlantoraphidia Aspöck et Aspöck, 1968
Gènere Dichrostigma
Gènere Harraphidia Steinmann, 1963
Gènere Hispanoraphidia Aspöck et Aspöck, 1968
Gènere Mongoloraphidia
Gènere Phaeostigma Navàs, 1909
Gènere Ohmella Aspöck et Aspöck, 1968
Gènere Subilla Navàs, 1916
Gènere Xanthostigma Navàs, 1909